# Notropis orca
Notropis orca је зракоперка из реда Cypriniformes и фамилије Cyprinidae. 

## Угроженост
Ова врста је изумрла, што значи да нису познати живи примерци.

## Распрострањење
Пре изумирања, само Мексико и САД (басен реке Рио Гранде).

## Станиште
Ранија станишта врсте су била речни екосистеми и слатководна подручја.